# Турист (велосипед)

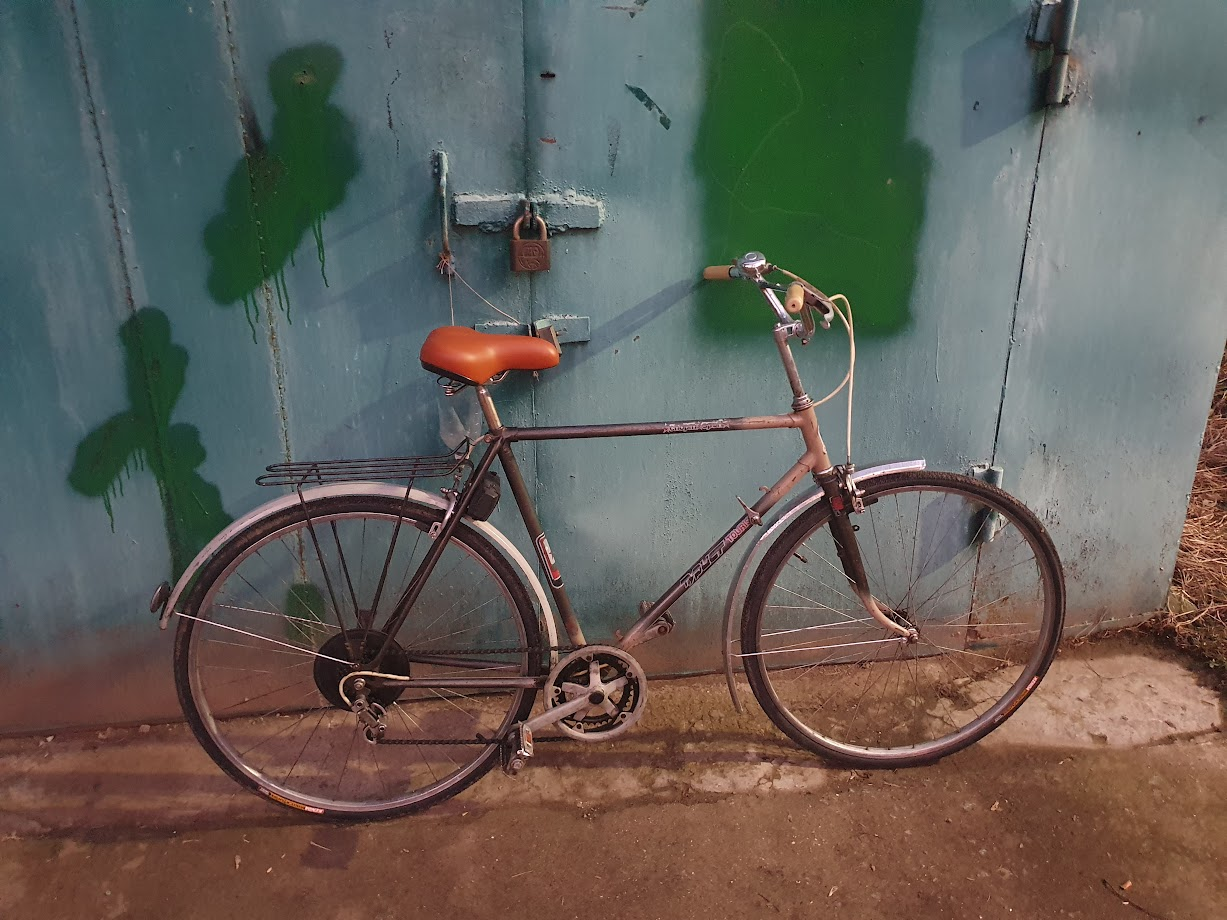
Турист-Спорт

Турист — серія чоловічих дорожньо-туристичних велосипедів що вироблялись Харківським велозаводом. Велосипеди призначались для туристичних та спортивних поїздок. Єдина марка велосипедів такого класу, що вироблялись в СРСР. 
За часів незалежності «Турист» — це серія чоловічих та жіночих дорожніх багатошвидкісних велосипедів, що вироблялися для фірми «ЮСІ» на ХВЗ.

## Загальні відомості
Перший велосипед серії «Турист» — модель В-31 випущено у 1949 році. За основу конструкції взято зразки німецьких легкодорожніх велосипедів «Diamant».

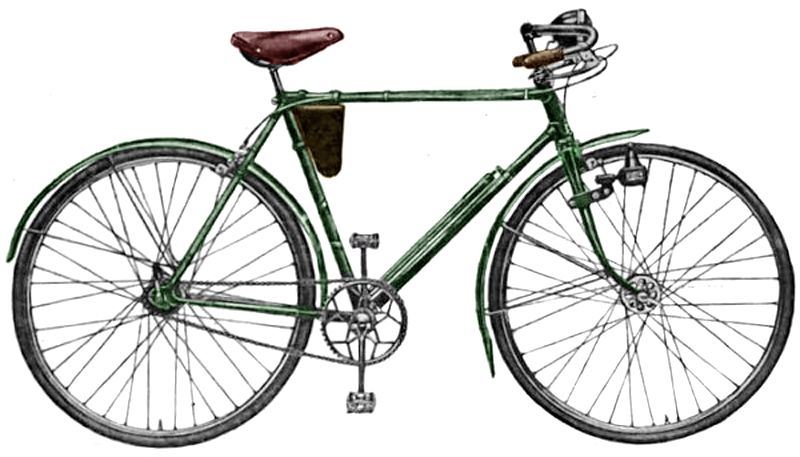
Перший велосипед серії «Турист» модель ХВЗ В-31, 1949 рік.

Конструкція велосипеда була близькою до спортивних моделей. На відміну від дорожніх велосипедів ХВЗ, «Турист» мав меншу вагу, оснащувався кермом спортивного типу, вузькими ободами коліс розміром 27 дюймів (покришка 32 × 622 мм), та ручними гальмами «кліщового» типу, що діяли на бокові поверхні ободів передніх та задніх коліс.
Невдовзі випустили модель В-32 та В-33, які оснащували трьохшвидкісною системою перемикання передач на задньому колесі. «Турист» був перший дорожньо–туристичний велосипед в СРСР, що оснащувався змінними передачами.
На початку 1960-их років велосипед отримав назву «Супутник». Вироблялись моделі: В-34, В-37, В-39.
В 1977 році дорожньо–туристичні велосипеди починаючи з моделі В-153-411 знову почали маркувати «Турист».
Протягом періоду виробництва велосипеди незначно модернізувалися, мали легкий задній багажник, кількість передач стало чотири, могли комплектуватись фарою та генератором («динамкою»). Вироблялась незначна кількість велосипедів із жіночою рамою.
Остання класична модель «Турист» В-153-452 випускалась Харківським велозаводом до середини 1990-років.
У 2000-х роках фірмою «ЮСІ», яка стала замовником продукції заводу, вироблялися: 6-швидкісна модель 42-33 (з використанням комплектуючих фірми Ventura), і 7-швидкісні велосипеди 48-ВА-SH та жіночий 49-ВА-SH (з використанням комплектуючих фірми Shimano).

## Конструкція велосипеда
Рама велосипеда закритого типу, паяна із тонкостінних сталевих хромасилевих труб. Вилка жорстка, типової конструкції. Каретка педалей (типу Tompson) мала типову конструкцію дорожніх велосипедів ХВЗ. Важелі педалей кріпились стопорним клином. Педалі металеві легкі, передбачена можливість встановлення тукліпсів.
Обода коліс перших моделей були сталеві (профілем «чайка»), згодом встановлювались алюмінієві коробчастого типу. Розмір шин 32 × 622 мм (27″ × 1+1/4″), колеса прикривались захисними щітками.
Велосипеди оснащували трьох та пізніше чотирьохшвидкісною системою перемикання передач на задньому колесі. Перемикання здійснювалось за допомогою важеля (манетки) встановленої на рамі.
Втулка заднього колеса без гальмова, з вільним ходом. Гальма коліс ручні «кліщового» типу, з дією на бокові поверхні ободів.

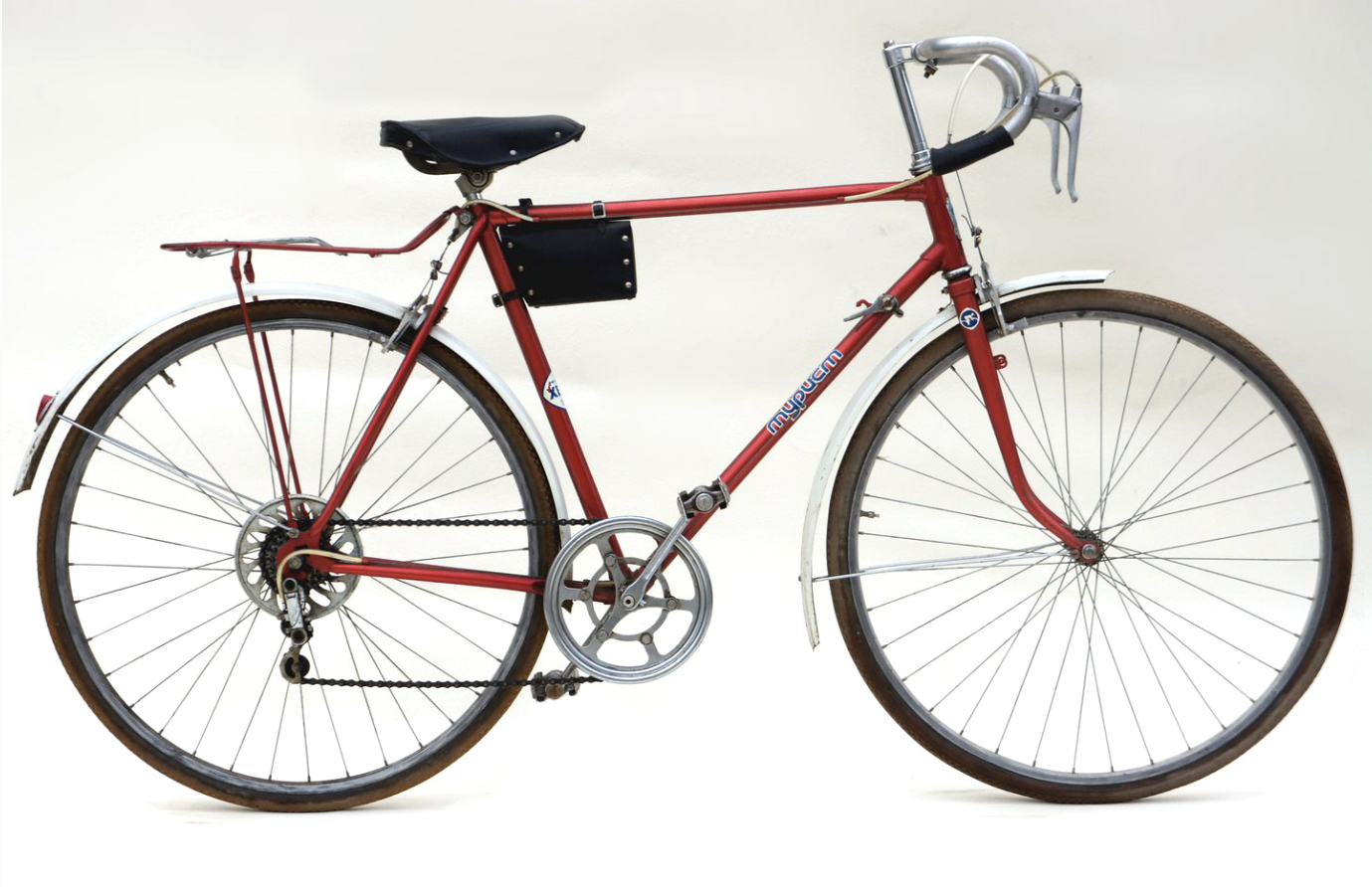
Велосипед ХВЗ Турист 153—421 1985 рік

На більшості моделей встановлювалось кермо спортивного типу («баран») з виносом. На пізніх моделях кермо як у дорожніх велосипедів. Сідло спортивного типу, жорстке з м'якою оббивкою.
Електрообладнання класичного велосипеда складалося з фари та генератора, який їх живить упродовж руху. Кожен велосипед забезпечувався насосом для шин і комплектом інструментів для ремонту та регулювання веломашини.
Технічні характеристики велосипеда «Турист» В-32:
- База — 1090 мм.
- Висота рами — 560 мм.
- Розмір шин — 32 × 622 мм (27″ × 1+1/4″)
- Довжина шатунів — 170 мм.
- Число зубців ведучої зірки — 48.
- Число зубців задньої зірки — 16, 20, 24
- Тип втулки заднього колеса — вільного ходу без гальма
- Гальмо — ручне кліщове роздільне з дією на обода коліс
- Кількість передач — 3
- Вага без приладдя — 14 кг.